# Богосєвич Теодор-Станіслав
Теодо́р Станісла́в Богосє́вич (11 травня 1867, Попельники Снятинського повіту — 26 червня 1948, Краків) — український стоматолог, 1903 — доктор медицини, 1913 — професор, член Віденського стоматологічного товариства.

## Короткий життєпис
Народився у родині вірменських християн західного обряду. 1872 року родина переїхала в Банилів до успадкованого батьком маєтку.
1887 року закінчив Другу львівську гімназію, поступив на медичний факультет Ягеллонського університету Кракова.
1891—1894 роки — перервав навчання на три роки задля праці у приватному одонтологічному кабінеті.
В лютому 1895 отримав диплом доктора всіх наук медичних (лікаря загальної практики) у Кракові.
1896 року стажується помічник асистента, з осені 1897 — в хірургічній клініці Краківського університету асистент професора Людвіга Рідігера.
1898 року розпочинає самостійну практику у Львові одонтостоматолога. Досить швидко клініка стає найбільшою у місті.
Організував і обладнав при клініці першу і єдину на той час у Львові зуботехнічну лабораторію по виготовленню порцелянових протезів (з випалюванням їх за допомогою тогочасної новітньої керамічної печі).
Свого часу був єдиним у Львові спеціалістом з ортодонтії, котрий вирівнював зубні ряди дугою Енгля. Клініка приймала пацієнтів у дві зміни.
В 1900—1901 навчальному році у власній клініці розпочав вести заняття з одномісячним циклом спеціалізації по одонтостоматології — для лікарів загальної практики, також проводив демонстраційні заняття зі студентами медичного факультету.
Того ж року подає докторську дисертацію, захистив 1903, приват-доцент стоматології. З того часу викладає курс стоматології студентам медицини.
Його модерну стоматологічну клініку відвідували знаменитості стоматології та делегати з'їздів у Львові — Ф. Звержховський з Санкт-Петербурга, Г. Вільга з Москви, Антоній Цешинський з Мюнхена.
1907 року нагороджений Почесним дипломом Крайової виставки у Львові — за найкращу колекцію новітніх знімних протезів, обтураторів та ортодонтичних конструкцій. Також зазначався його великий внесок у впровадження в клінічну практику ортопедичної стоматології передових (на той час) технологій і порцелянових матеріалів та популяризацію в Галичині.
Активно готував проведення та брав участь у X міжнародному з'їзді лікарів у Львові — прибуло понад тисячу делегатів і гостей.
Разом з професором Анджеєм (Андреасом) Гонькою (вже після його смерті) добився відкриття на взірець Віденського Львівського науково-практичного одонтостоматологічного товариства. Після смерті професора Гоньки стає директором одонтологічної клініки та інституту.
1912 року клініку відвідує випускник Варшавської зуболікарської школи, згодом харківський одонтолог Ю. Гофунг. У часі окупації комендант Львова генерал Ціхачов, начальник санітарної служби армії генерал Палков. Були у нього професор хірургії Одеського університету, начальник військового шпиталю Сарапін, професор хірургії Московського університету, керівник російського шпиталю Червоного Хреста Алексінський.
Популяризував у Львові та загалом в Галичині термін «стоматологія».
Переважну більшість його наукових публікацій стосується проблем військової медицини. Відомі 7 його праць та монографія (зберігається в науковій бібліотеці Львівського національного медичного університету).
Підтримував стосунки з керівником австрійських стоматологів професором Юліусом Шеффом-молодшим.
1938 року Богосєвич, перед виїздом до Кракова, заповів кам'яницю місту — з умовою, що в ній буде музична школа.

## Джерело
- Світочі медицини минулого [Архівовано 2 травня 2015 у Wayback Machine.]
- Barbara Bruziewicz-Mikłaszewska, Marta Bryłka-Nadolska, Kamil Henryk Nelke. Wydział Stomatologiczny Lwowskiego Uniwersytetu Medycznego im. Daniło Halickiego — kontynuacja lwowskiej szkoły stomatologicznej profesora Antoniego Cieszyńskiego[недоступне посилання з червня 2019]